# Segelfluggelände Stolberg-Diepenlinchen

i7
i11
i13
Das Segelfluggelände Stolberg-Diepenlinchen ist ein Segelfluggelände nahe Stolberg in der Städteregion Aachen. Das Gelände wird vom Luftsportverein Stolberg e. V. betrieben und befindet sich rund 1 km östlich des Mausbacher Ortsteils Diepenlinchen.

## Geschichte
Der Luftsportverein Stolberg e. V. wurde 1953 gegründet. Vier Jahre später begann dieser, das Segelfluggelände Stolberg-Diepenlinchen in Eigenleistung herzurichten. Zwei Jahre nach Beginn der Arbeiten wurde im Jahre 1959 der Flugbetrieb aufgenommen. Seitdem wurde die Flugbetriebsfläche in mehreren Schritten auf ca. 950 Meter verlängert. Außerdem entstanden ein Hangar, eine Werkstatt und ein Vereinsheim.

## Flugbetrieb
Das Segelfluggelände ist mit einer 925 m langen und 50 m breiten Start- und Landebahn aus Gras (Richtung 04/22) ausgestattet. Es besitzt eine Betriebszulassung für Segelflugzeuge und nicht selbststartende Motorsegler im Windenstartverfahren.
Sofern es die Flugwetterlage ermöglicht, wird das Segelfluggelände an Wochenenden und Feiertagen im Zeitraum von Ostern bis Anfang November genutzt. Geflogen wird meistens an Samstagen von 13 bis 19 Uhr sowie an Sonn- und Feiertagen von 10 bis 19 Uhr.
Die Seilwinde macht das Segelfluggelände zu einem idealen Ort für Segelflugausbildung. Erfahrenere Segelflieger fliegen von hier aus nicht nur in den Luftraum über Aachen, sondern befinden sich unmittelbar nach dem Start auf dem Sprungbrett in die Eifel, die aufgrund ihrer Hügellandschaft gute thermische Aufwindmöglichkeiten bietet. Eine gute Thermik ist die Voraussetzung für ausgedehnte Überlandflüge bis hin zur Mosel und nicht selten auch darüber hinaus.

## Unfälle
Der Bundesstelle für Flugunfalluntersuchung wurden seit 1998 zwei nach § 7 Luftverkehrs-Ordnung meldepflichtige Unfälle am Unfallort Aachen-Diepenlinchen angezeigt.